# Marcantonio della Torre
Marcantonio della Torre (Verona, 1481 – Riva del Garda, 1511) è stato un anatomista italiano.

## Biografia
Figlio di Girolamo, che fu professore e vice rettore dell'Università di Padova nel 1470, e di Beatrice Benintendi, prese il dottorato il 1º febbraio 1501. Nel 1503 ebbe la cattedra di lettura straordinaria di medicina teorica a Padova; nel settembre del 1506 successe ad Antonio Fracanzano nella lettura ordinaria in filosofia. Passò all'Università di Pavia nel 1510 come lettore di medicina e promotore alle lauree. Qui incontrò Leonardo da Vinci probabilmente nell'inverno del 1510-1511 con il quale studiò anatomia allo scopo di dare «la vera notizia della figura umana, la quale è impossibile che gli antichi e i moderni scrittori ne potessero mai dare vera notizia, sanza un'immensa e tediosa e confusa lunghezza di scrittura e di tempo; ma, per questo brevissimo modo di figurarla» - ossia rappresentandola direttamente con disegni, «se ne darà piena e vera notizia. E acciò che tal benefizio ch'io do agli uomini non vada perduto, io insegno il modo di ristamparlo con ordine».
Sia Giorgio Vasari sia Paolo Giovio sostengono che della Torre avesse scritto alcuni testi di anatomia, ma nessuno è giunto fino a noi.
Il della Torre deve principalmente la sua celebrità alle frequentzioni del da Vinci, Gerolamo Fracastoro, Niccolò d'Arco e Matteo Bandello.